# Brandy Johnson
Brandy Johnson (Tallahassee, Florida, Estados Unidos, 30 de abril de 1973) es una gimnasta artística estadounidense, especialista en la prueba de salto de potro, con la que ha logrado ser subcampeona mundial en 1989.

## 1989
En el Mundial celebrado en Stuttgart (Alemania) consigue la medalla de plata en salto de potro, quedando situada en el podio tras soviética Olesia Dudnik y empatada con en la plata con la rumana Cristina Bontaș.